# 蘇澳冷泉
24°35′48″N 121°51′04″E / 24.596731°N 121.850984°E

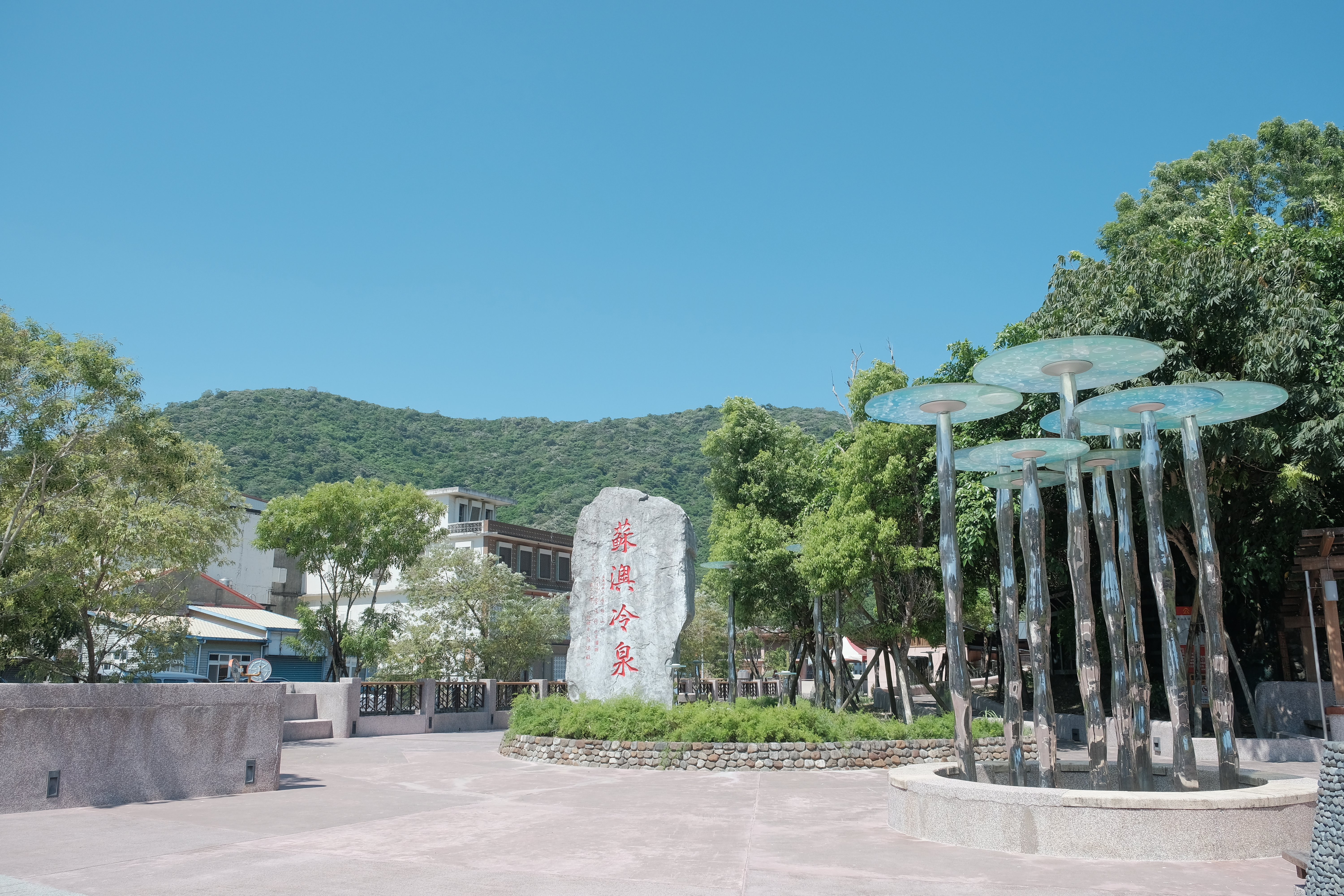
蘇澳冷泉風景區

蘇澳冷泉，位於臺灣宜蘭縣南端的蘇澳鎮，地處中央山脈板岩區，主要的地質為變質岩。蘇澳冷泉為碳酸氫鈣泉，水溫約在22℃左右。富含二氧化碳，由地表下的頁岩層滲出。
早期曾拿來製作彈珠汽水（日語）。泉水出露處是在蘇澳鎮北的蘇北里冷泉路七星山嶺西側（海拔228公尺）山腳地帶，約在蘇澳車站前方約300公尺之處。此處曾經為清朝提督羅大春開鑿的蘇花古道起點，立有開路紀念碑與羅提督興學碑，目前均移置於蘇澳晉安宮旁。

## 歷史
由於蘇澳冷泉含有大量二氧化碳，使魚蝦無法在此中生長，昆蟲掉入水中不久也會死亡，曾被誤認為是有毒的泉水。台灣日治時期，日本軍人竹中信景無意發現此泉水清涼可飲，喝起來還略微甘甜，就此才有蘇澳冷泉之名。
日治時期，不少學者投入台灣泉水的研究，其中提到蘇澳冷泉者有五篇。原幹洲（1937）指出，蘇澳驛的北邊，大約有二町距離的七星山下面，有碳酸氣和碳酸水湧出來，它是竹中工場作碳酸水（彈珠汽水）的原料。
旁邊就是庄營的公共浴池，溫度約21度，入浴後就會感到爽快的氣息，在夏天，晝夜都有浴客湧入。飲用或是入浴可以治療腸胃疾病，皮膚病和婦人病。
蘇澳冷泉風景區於1988年開始興建，但由於規劃不良及連續兩次遭受颱風侵襲，曾一度荒廢。後由鎮公所重建後，才形成現今的蘇澳冷泉風貌。
蘇澳冷泉被用來製成彈珠汽水，所調製出來的羊羹成為當地的特產之一。

## 泉質

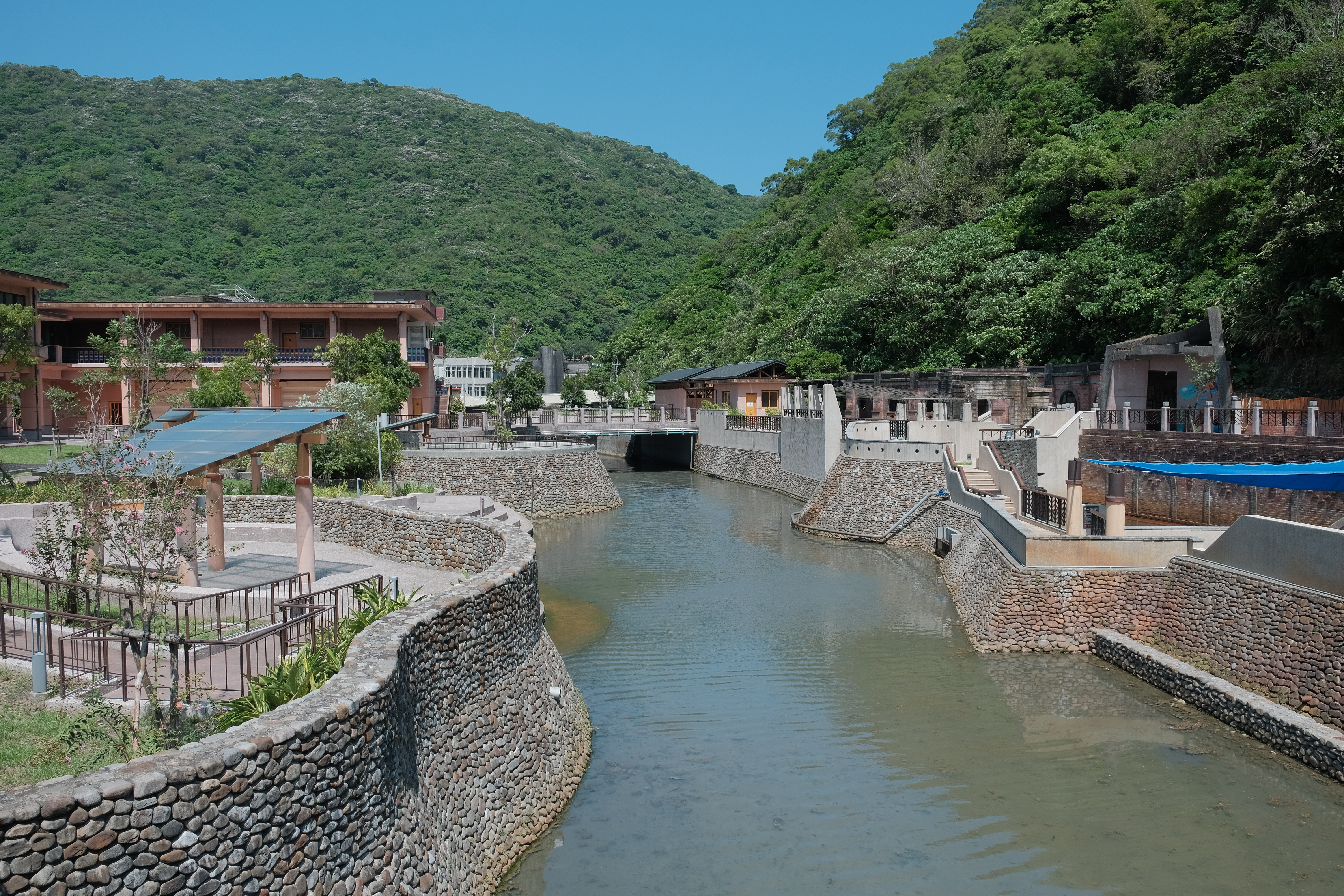
蘇澳冷泉

蘇澳冷泉的水質透明，可飲用也可沐浴，酸鹼值為pH=5.5，水中含碳酸根離子68ppm，鈉離子14.3ppm，鈣離子10.7ppm，以水質分類屬於碳酸氫鈣泉，也是臺灣唯一的碳酸氫鈣泉。
此處碳酸氫鈣泉，原本在地底一公里深處時，水溫約50度。在泉水上升的過程，與地下水混和之後，水溫逐漸降低。此外，二氧化碳氣體上升的過程中，膨脹吸熱，也促使泉水溫度下降。最終露出地面，水溫約22℃

## 蘇澳冷泉公園大事記
| 時間      | 事件               | 備註 |
| --------- | ------------------ | --- |
| 1986~1988 | 宜蘭縣政府委託規劃 | |
| 1988~1996 | 施工與完工         | 主要工程： 冷水溪加蓋、停車場、家庭浴池、男女浴池工程                                                   |
| 1996~2015 | 落成與委外營運     | 冷泉枯竭主因 - 工程設計不良，擋土工程水泥堵住泉脈 - 周圍都市建設，部分泉脈被建築物掩蓋 - 不當抽取地下水 |
| 2015~2019 | 蘇澳冷泉再造計畫   | 主要工程： 個人浴池、大眾浴池、觀賞池、瀑布景觀池、戲水道、管理室、健康步道、男女浴池、兒童戲水區       |